# Agostino Baroni
Agostino Baroni MCCI (* 5. Oktober 1906 in San Giorgio di Piano; † 10. November 2001 in Khartum) war  Erzbischof von Khartum.

## Leben
Agostino Baroni trat der Ordensgemeinschaft der Comboni-Missionare bei und empfing am 5. April 1930 die Priesterweihe.
Pius XII. ernannte ihn am 29. Juni 1953 zum Apostolischen Vikar von Khartum und Titularbischof von Balecium. Der Erzbischof von Bologna, Giacomo Kardinal Lercaro, weihte ihn am 21. September desselben Jahres zum Bischof; Mitkonsekratoren waren Danio Bolognini, Bischof von Cremona, und Raffaele Baratta, Bischof von Rieti.
Papst Paul VI. erhob das Apostolische Vikariat zum Erzbistum am 12. Dezember 1974 und somit wurde er zum Erzbischof von Khartum ernannt. Er nahm an allen Sitzungsperiode des Zweiten Vatikanischen Konzils, bis auf die dritte, teil. Am 10. Oktober 1981 nahm Johannes Paul II. seinen altersbedingten Rücktritt an.